# Stratford, Irland
Stratford (iriska: Áth na Sráide) är en ort i republiken Irland.   Den ligger i grevskapet Wicklow och provinsen Leinster, i den centrala delen av landet, 50 km sydväst om huvudstaden Dublin. Stratford ligger 160 meter över havet och antalet invånare är 217.
Terrängen runt Stratford är platt västerut, men österut är den kuperad. Terrängen runt Stratford sluttar västerut.Runt Stratford är det glesbefolkat, med 16 invånare per kvadratkilometer. Närmaste större samhälle är Baltinglass, 5,8 km söder om Stratford. Trakten runt Stratford består i huvudsak av gräsmarker.